# Харбинский международный фестиваль льда и снега
Харбинский международный фестиваль снежных и ледяных скульптур (кит. 哈尔滨国际冰雪节, пиньинь Hā'ěrbīn Guójì Bīngxuě Jié) — ежегодный международный фестиваль льда и снега. Проводится с 1963 года. Фестиваль часто прерывался, например, во время Культурной революции, пока не был вновь возобновлён в 1985 году.
Харбин, столица провинции Хэйлунцзян, Китая, является одним из центров ледяной и снежной культуры в мире. Географически он расположен в Северо-Восточном Китае, где идет прямое влияние холодного зимнего сибирского ветра. Средняя температура летом составляет +21,2 °C, и −16,8 °C зимой. Иногда зимой, ночью температура опускается до −38,1 °C.
Официально фестиваль начинается 5 января и длится один месяц. Однако экспонаты часто открываются раньше и, если позволяет погода, остаются дольше. Ледовые скульптуры обрабатываются как при помощи современных (например, лазеры), так и с помощью более традиционных инструментов (например, ледовые фонари). Зимний отдых на фестивале включает горные лыжи, купание в зимней проруби реки Сунгари.
Харбинский фестиваль является одним из четырех крупнейших в мире фестивалей льда и снега, наряду с японским фестивалем снега в Саппоро, канадским зимним карнавалом в Квебеке и норвежским лыжным фестивалем.
В 2007 году на фестивале канадская тема была посвящена канадскому врачу Норману Бетьюну. Были на фестивале и рекорды Гиннесса, связанные с крупнейшими снежными скульптурами: 250 метров в длину, и 8,5 высотой, состоявшая из более чем 13000 м3 снега. Скульптура состояла из двух частей: «Ниагарский водопад» и «Пересечение Берингова пролива» (последняя изображалась миграцией первой нации (коренных народов Канады)).

## Строительство скульптур
Чтобы разрезать взятый из реки Сунгари лёд на блоки, используются специальные приспособления. Зубилами, ледорубами и различными инструментами используются в работе ледяных скульпторов, многие из которых делают несколько скульптур и работают весь день и ночь до начала фестиваля. Деминерализованная вода также может быть использована при создании прозрачных, как стекло, ледяных глыб, для прозрачных скульптур. Разноцветные огни также используются для подсветки льда, создавая световые вариации на фоне скульптуры, особенно красивые ночью. Ледяные скульптуры, сделанные в предыдущие годы, изображают: здания и памятники различных архитектурных направлений и стилей, скульптуры животных, людей и мифических существ На фестиваль в Харбин стекаются туристы со всего мира.

## Галерея

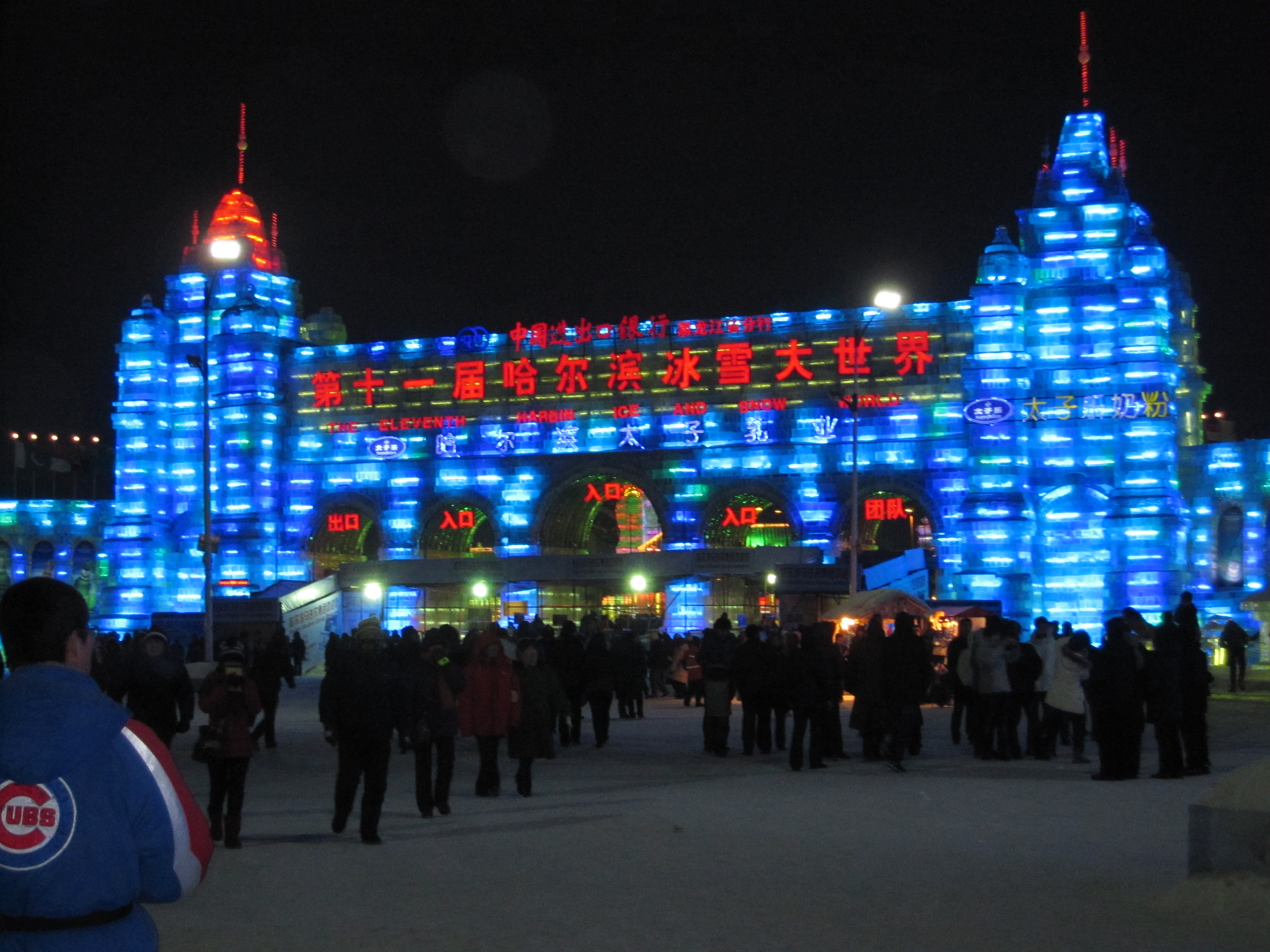
Харбинский международный фестиваль льда и снега 2010
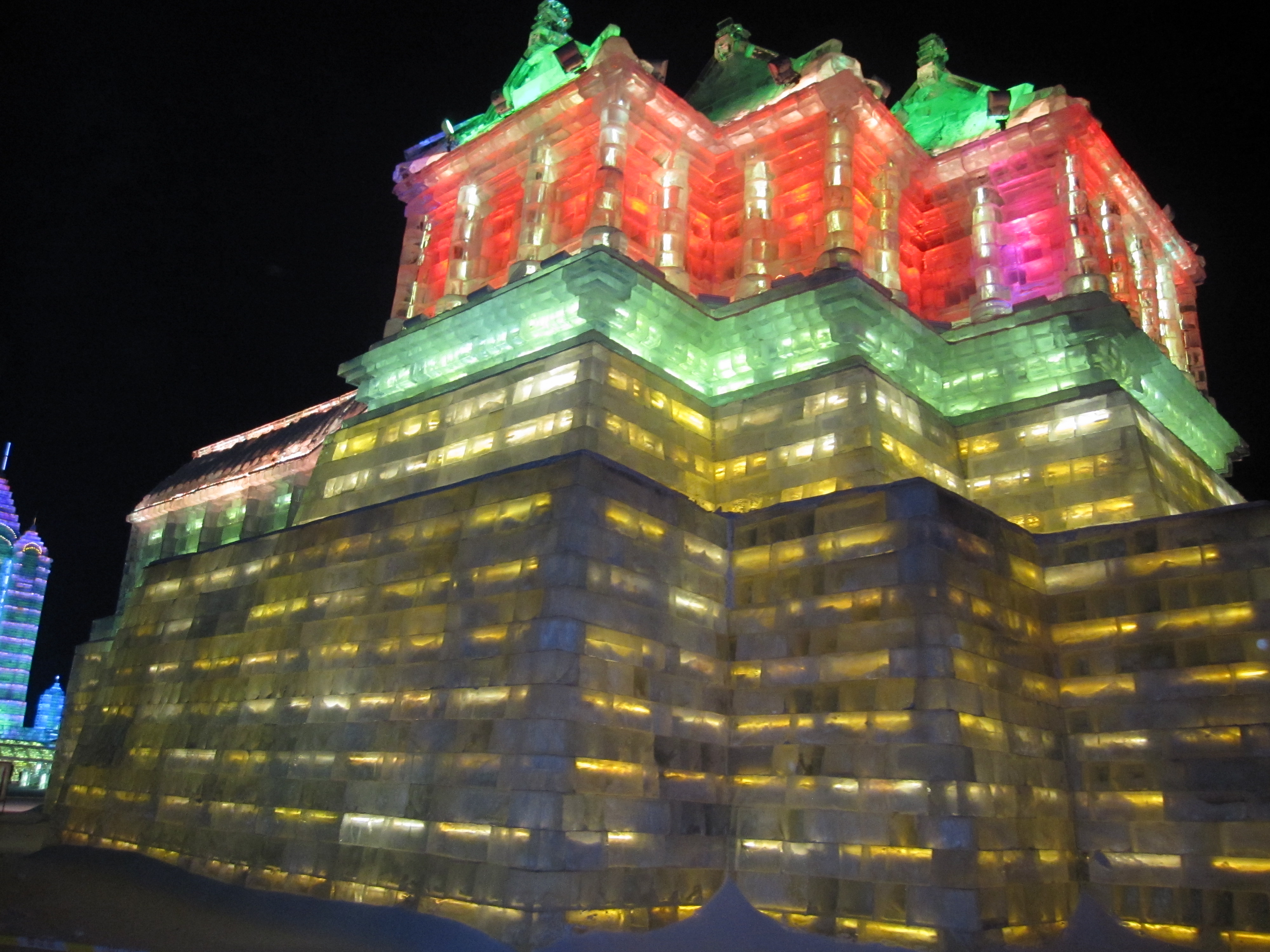
Харбинский международный фестиваль льда и снега 2010
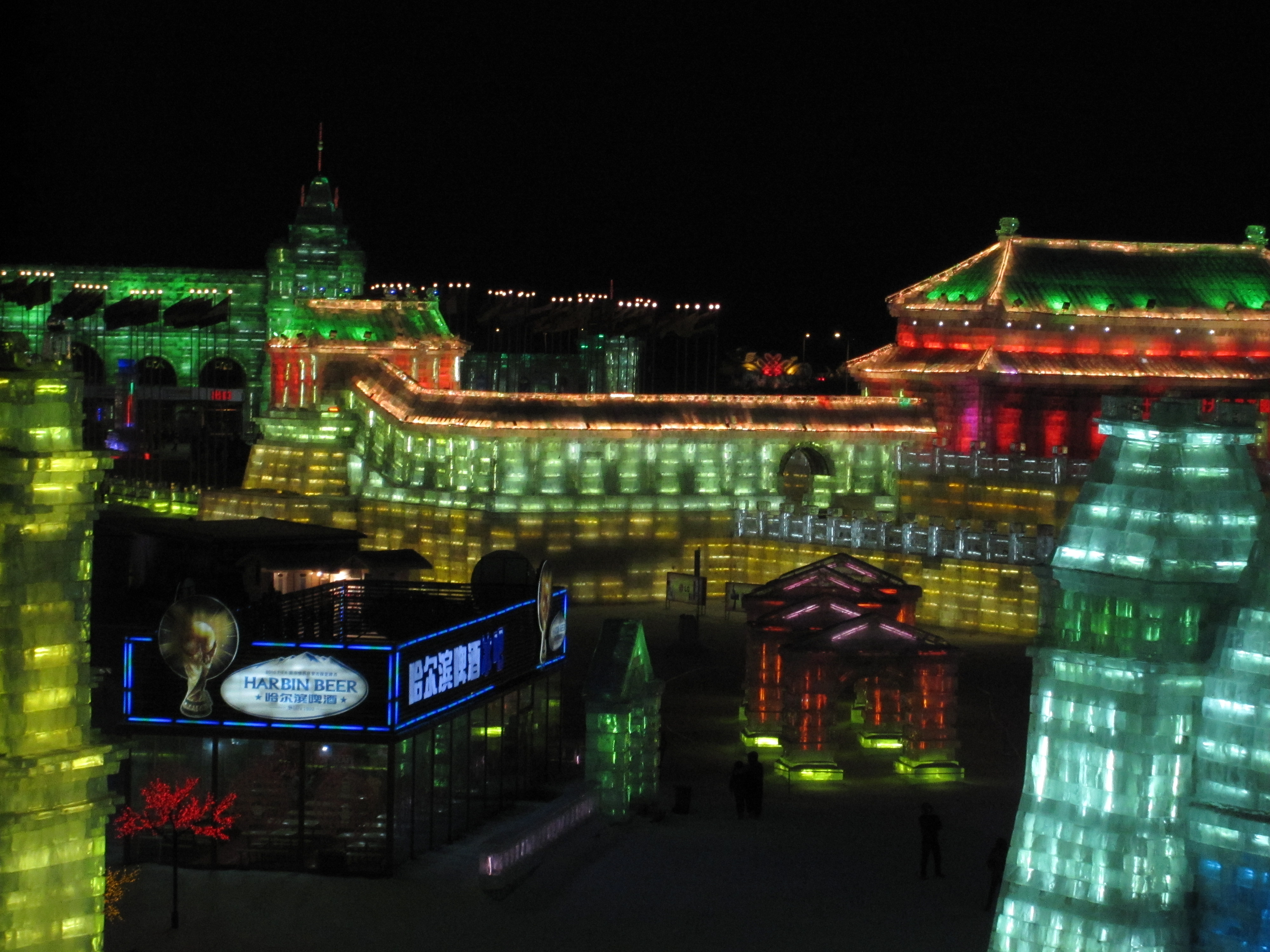
Харбинский международный фестиваль льда и снега 2010
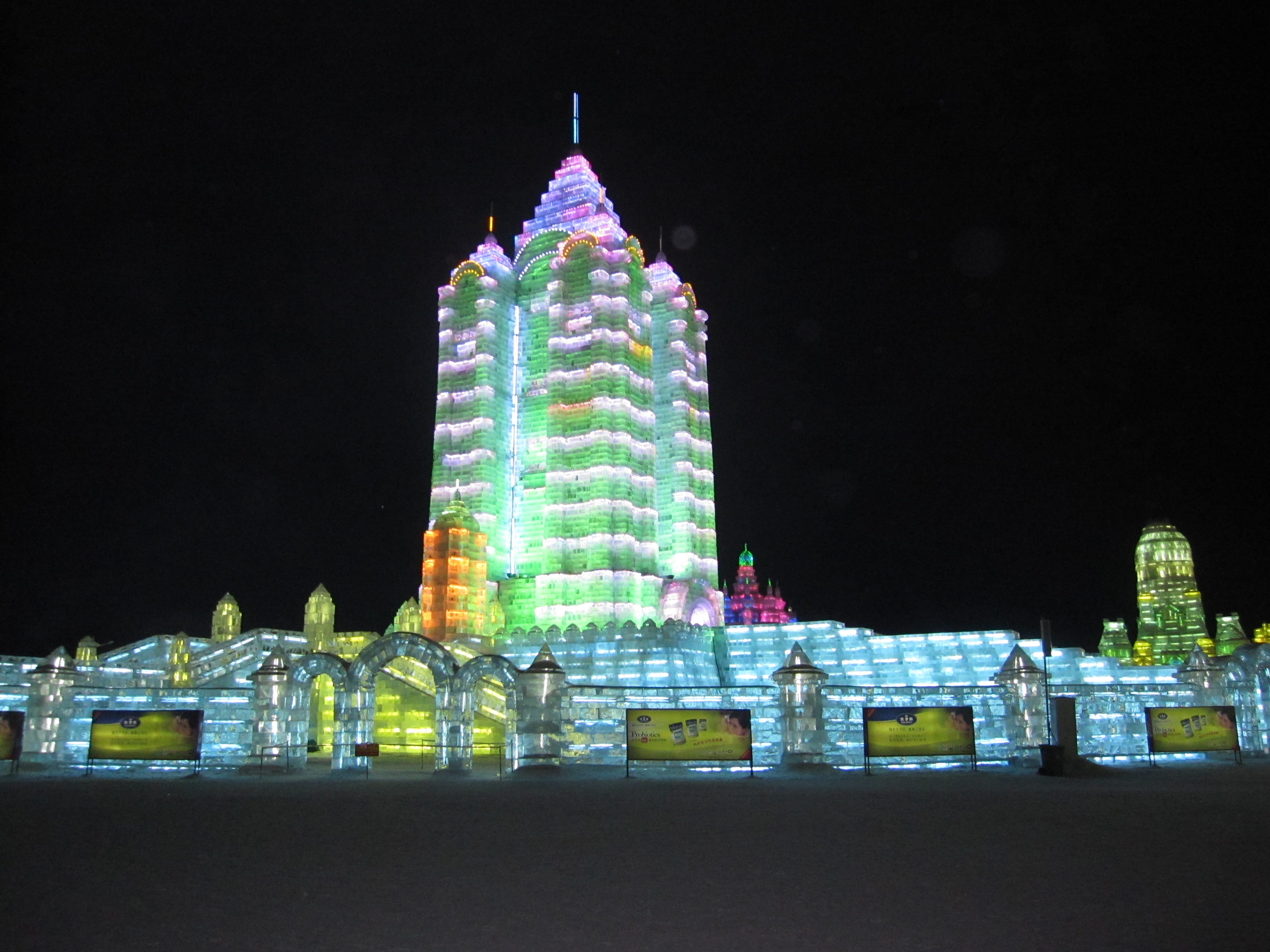
Харбинский международный фестиваль льда и снега 2010
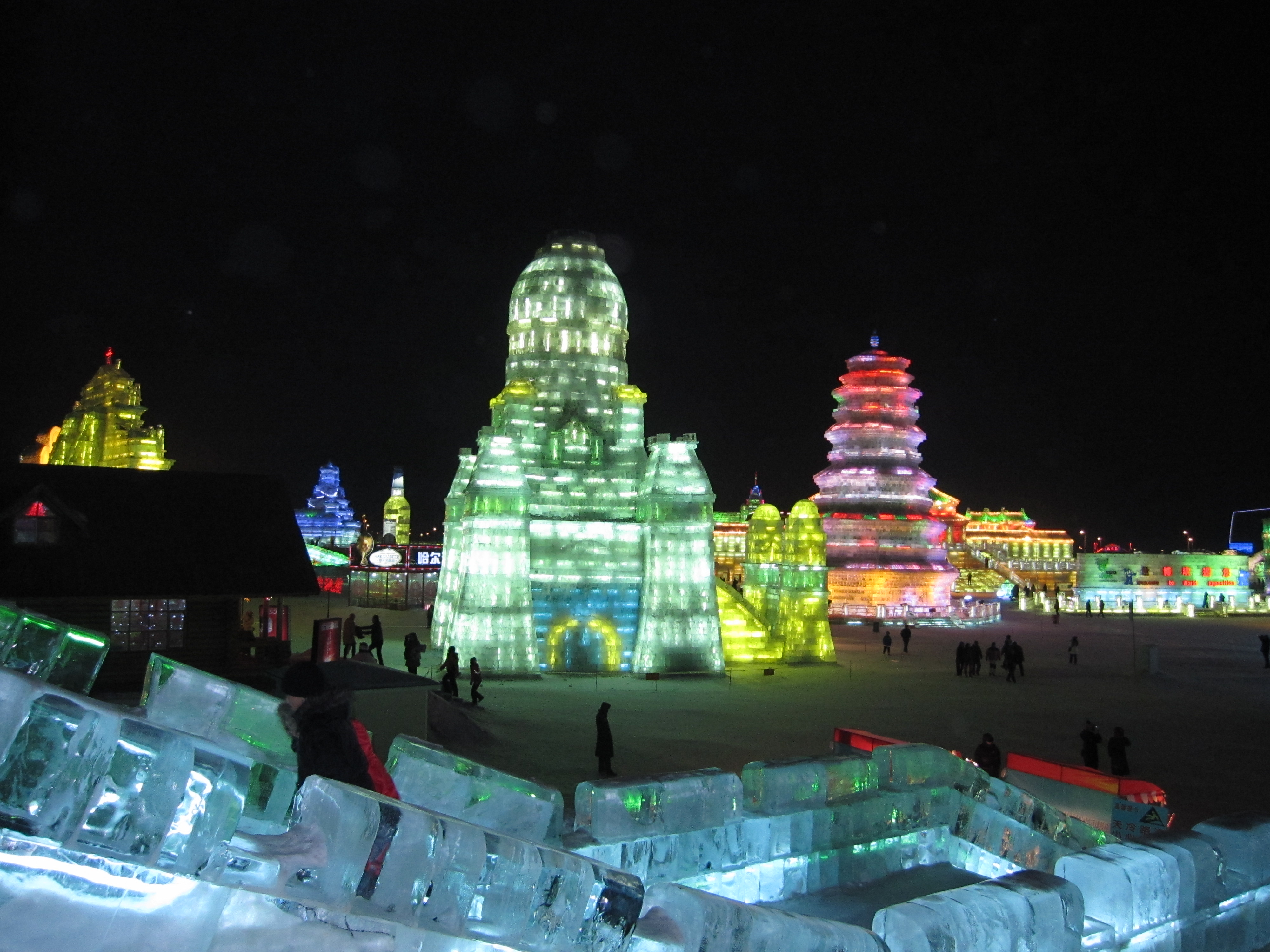
Харбинский международный фестиваль льда и снега 2010
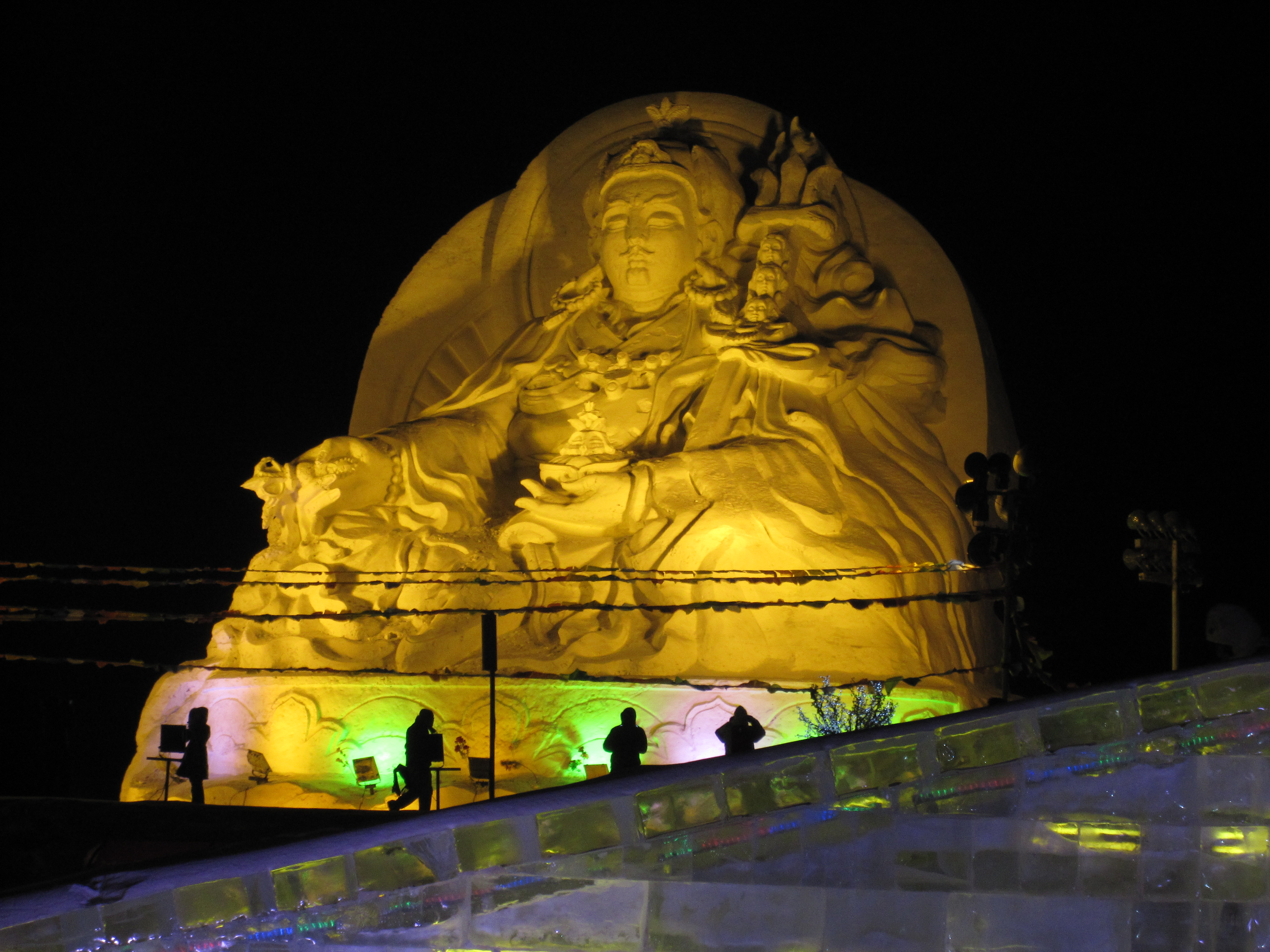
Харбинский международный фестиваль льда и снега 2010
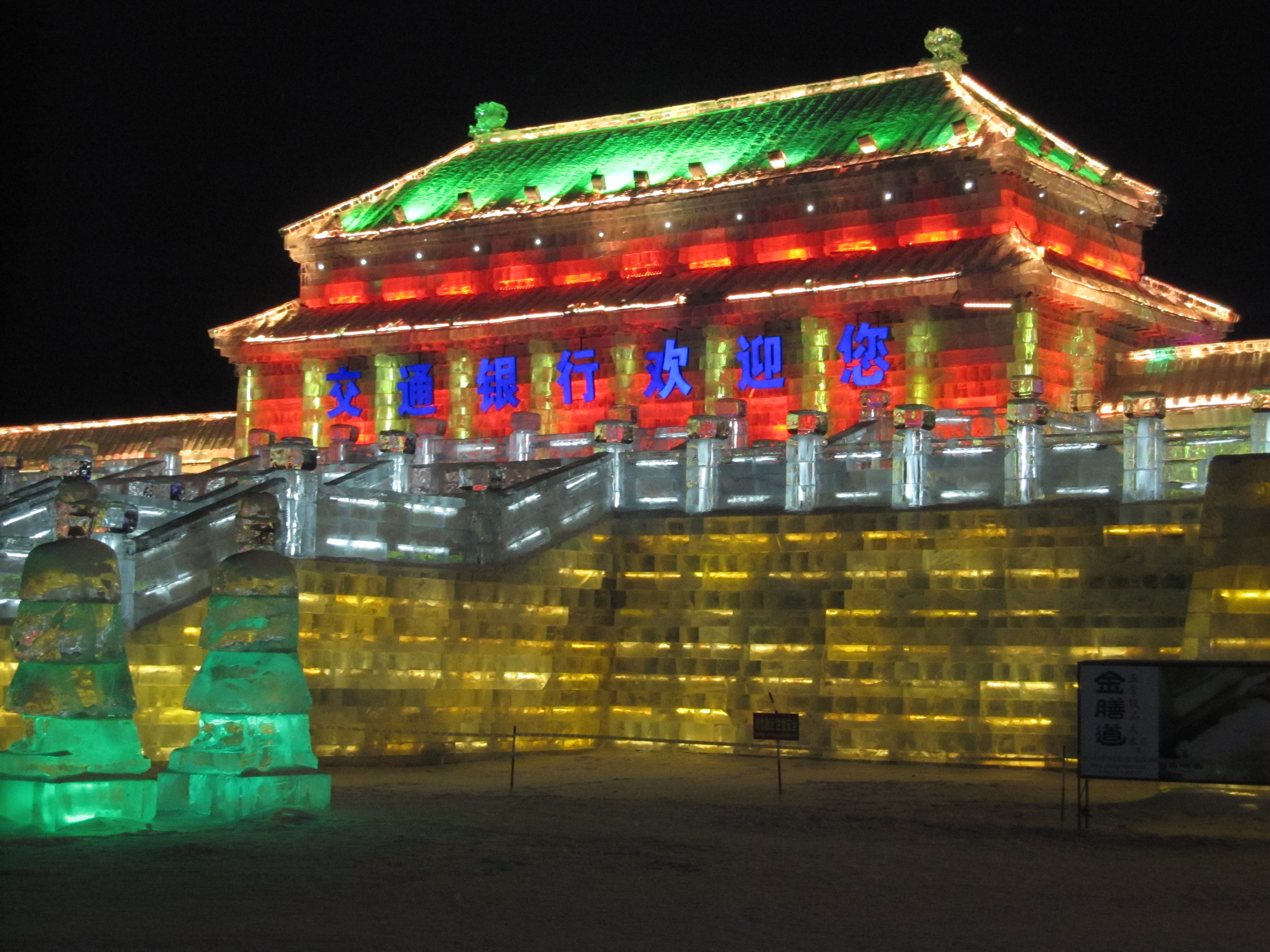
Харбинский международный фестиваль льда и снега 2010
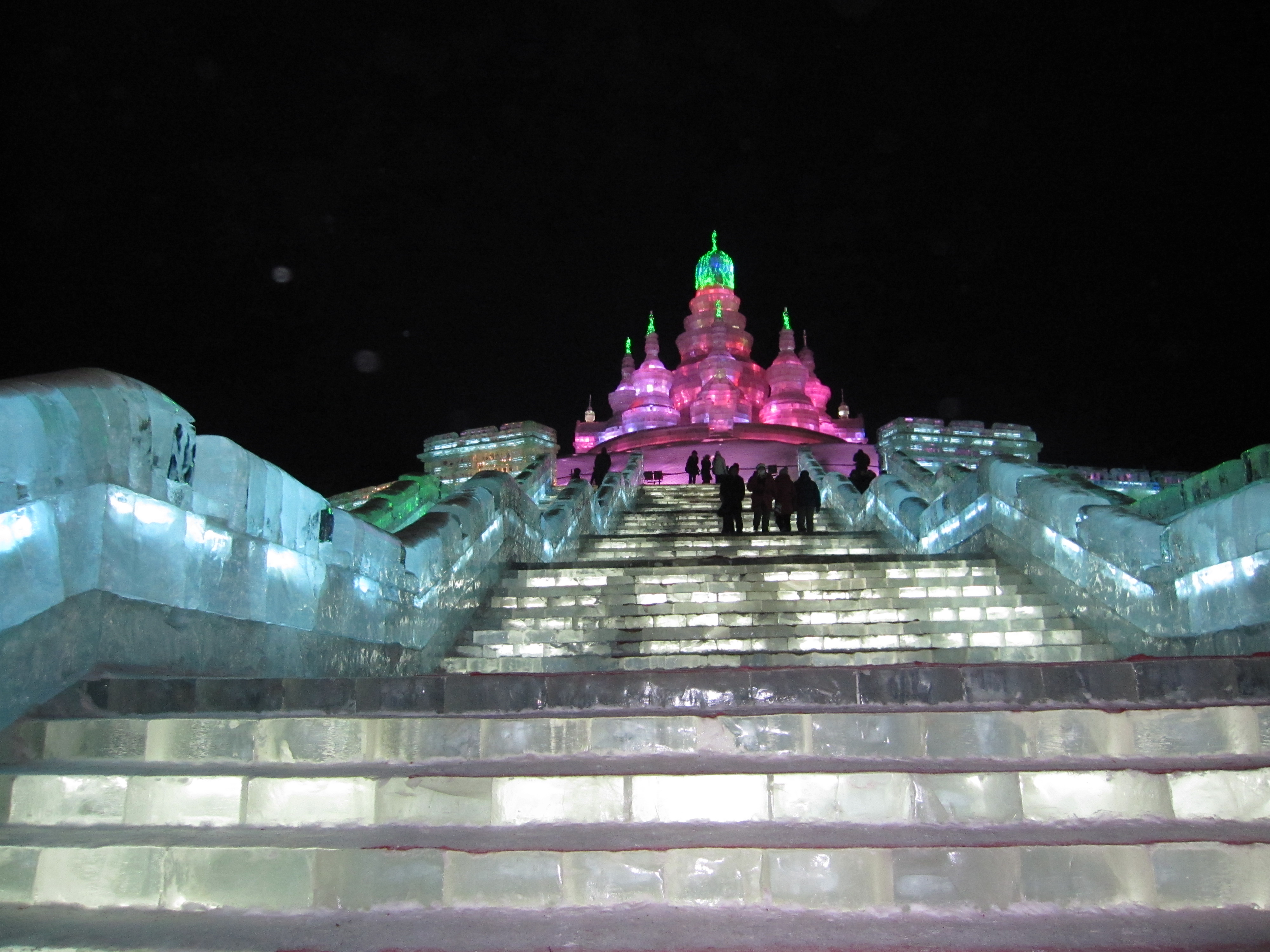
Харбинский международный фестиваль льда и снега 2010